# Манчини, Фабио
Манчини, Фабио  (англ. Fabio Mancini, родился 11 августа 1987 года) — манекенщик и модель.

## Биография
Фабио Манчини родился в городе Бад-Хомбург, Германия. В четырёхлетнем возрасте с семьей переехал в Милан. Его отец итальянского происхождения, а мать имеет индийские корни. В настоящее время Фабио живёт в Милане.

## Модельная карьера
Модельная карьера Манчини началась в возрасте 23 лет, когда на улице его заметил модельный агент Массимо Курелла. Уже через несколько дней он организовал для Фабио первую фотосессию, в которой тот успешно показал себя. Далее карьера Фабио начала стремительно развиваться, о чём свидетельствует его первый показ для модного дома Giorgio Armani и Emporio Armani.
После этого, в течение нескольких лет, Фабио представлял итальянский дом моды Armani, включающий в себя Giorgio Armani, Emporio Armani и Armani Jeans 
В 2014 году Фабио несколько сезонов подряд был лицом линии нижнего белья Emporio Armani "Sensual Collection Andrea Doness". А в феврале 2016 года, на миланской неделе мод, Манчини открывал показ Emporio Armani.
Манчини сотрудничал с многочисленными мировыми брендами, включая Dolce & Gabbana, Vivienne Westwood, Dirk Bikkembergs, Marithé et François Girbaud Girbaud, Ermanno Scervino, Brioni, Carolina Herrera, Aigner, Carlo Pignatelli, Vince Camuto, Pierre Cardin и многих других.
В 2015 году Фабио дебютировал для базовой мужской коллекции бельевого бренда Incanto. Также Фабио снялся в проморолике для рекламной кампании Incanto.
В этом же году Манчини участвовал в показе Rocco Barocco на Women’s Fashion Week Spring в Милане.
В сезоне 2016 Манчини стал лицом коллекции одежды Massimo Dutti и коллекции нижнего белья Pierre Cardin.
Манчини украсил обложки журналов Hachi Magazine и David Magazine, Harper `s Bazaar, Men’s Health and Vogue.

## Достижения
- В 2014 и 2015 годах Models.com включил Манчини в список самых сексуальных мужчин[20].
- В 2015 году Vogue дал звание «Лучшая фитнес-модель 2015 Vogue Hommes»[21].
- Манчини появился в списке «Топ-50 самых сексуальных мужских моделей всех времен», по версии Out Magazine[22].
- Входит в список «Пять лучших итальянских моделей» Milan Fashion Week-2016 по версии Vogue[23].
- В 2015 признан фаворитом среди моделей Dolce & Gabbana, по версии Vogue[24]